# Vòng loại Giải vô địch bóng đá thế giới 2022 (play-off liên lục địa)
Đối với vòng loại Giải vô địch bóng đá thế giới 2022, có hai trận play-off liên lục địa để xác định hai suất vé cuối cùng đến Giải vô địch bóng đá thế giới 2022.

## Thể thức
Lễ bốc thăm vòng play-off liên lục địa được tổ chức vào ngày 26 tháng 11 năm 2021. 4 đội tuyển từ 4 liên đoàn (AFC, CONCACAF, CONMEBOL, và OFC) sẽ được bốc thăm chia thành hai cặp đấu.
Theo dự kiến ban đầu, trong mỗi trận, hai đội thi đấu một loạt sân nhà và sân khách. Tuy nhiên, các cặp trận giờ đây sẽ chỉ thi đấu một lượt duy nhất trên sân trung lập.
Vòng play-off lần này sẽ là lần cuối cùng loạt trận đấu quyết định hai suất còn lại tham dự giải vô địch bóng đá thế giới cho vòng chung kết có 32 đội diễn ra. Bắt đầu từ vòng loại Giải vô địch bóng đá thế giới 2026, được mở rộng thành 48 đội, một vòng play-off có sáu đội sẽ được tổ chức để quyết định hai vé cuối cùng, bao gồm một đội cho mỗi liên đoàn (ngoại trừ UEFA) và một đội bổ sung từ liên đoàn của nước chủ nhà (năm 2026 sẽ là đội đến từ CONCACAF).

## Các đội tuyển giành quyền tham dự
| Liên đoàn | Vị trí/Thứ hạng           | Đội tuyển   |
| --------- | ------------------------- | ----------- |
| AFC       | Thắng vòng 4 (play-off)   | Úc          |
| CONCACAF  | Hạng tư vòng 3            | Costa Rica  |
| CONMEBOL  | Hạng 5 vòng tròn hai lượt | Perú        |
| OFC       | Thắng vòng 2              | New Zealand |

## Các trận đấu
Lượt đi và lượt về dự kiến ban đầu sẽ được thi đấu vào tháng 3 năm 2022, nhưng vào ngày 25 tháng 6 năm 2020, lịch thi đấu bị dời sang tháng 6 năm 2022 do những thay đổi từ Lịch thi đấu Trận đấu Quốc tế FIFA (FIFA Days) do ảnh hưởng từ đại dịch COVID-19. Do đó, các trận đấu play-off liên lục địa chỉ diễn ra một lượt duy nhất và đều thi đấu tại một địa điểm trung lập ở Qatar.
Vào tháng 5 năm 2022, FIFA công bố sân vận động sẽ tổ chức các trận play-off AFC v CONMEBOL và CONCACAF v OFC là sân Ahmad bin Ali ở Al Rayyan. Đây là lần đầu tiên FIFA quyết định tổ chức các trận đấu một lượt tại quốc gia chủ nhà của World Cup (trong trường hợp này là Qatar).

### AFC v CONMEBOL
| Đội 1 | Tỉ số                | Đội 2 |
| ----- | -------------------- | ----- |
| Úc    | 0–0 (s.h.p.) (5–4 p) | Perú  |

| Úc                                                    | 0–0 (s.h.p.) | Perú                                                       |
| ----------------------------------------------------- | ------------ | ---------------------------------------------------------- |
|                                                       | Chi tiết     |                                                            |
| Loạt sút luân lưu                                     |              |                                                            |
| - Boyle - Mooy - Goodwin - Hrustic - Maclaren - Mabil | 5–4          | - Lapadula - Callens - Advíncula - Tapia - Flores - Valera |

| Australia | Peru |

| GK               | 1  | Mathew Ryan (c)     |     | 120' |
| RB               | 4  | Nathaniel Atkinson  | 12' | 91'  |
| CB               | 8  | Bailey Wright       |     |      |
| CB               | 17 | Kye Rowles          |     |      |
| LB               | 16 | Aziz Behich         |     | 120' |
| DM               | 13 | Aaron Mooy          |     |      |
| RM               | 6  | Martin Boyle        |     |      |
| CM               | 10 | Ajdin Hrustic       |     |      |
| CM               | 22 | Jackson Irvine      |     |      |
| LM               | 7  | Mathew Leckie       |     | 86'  |
| CF               | 15 | Mitchell Duke       |     | 69'  |
| Cầu thủ dự bị:   |    |                     |     |      |
| GK               | 12 | Andrew Redmayne     |     | 120' |
| GK               | 18 | Danny Vukovic       |     |      |
| DF               | 2  | Miloš Degenek       |     |      |
| DF               | 3  | Fran Karačić        |     | 91'  |
| DF               | 20 | Trent Sainsbury     |     |      |
| MF               | 5  | Denis Genreau       |     |      |
| MF               | 14 | Riley McGree        |     |      |
| FW               | 9  | Jamie Maclaren      |     | 86'  |
| FW               | 11 | Awer Mabil          |     | 69'  |
| FW               | 19 | Craig Goodwin       |     | 120' |
| FW               | 21 | Marco Tilio         |     |      |
| FW               | 23 | Nicholas D'Agostino |     |      |
| Huấn luyện viên: |    |                     |     |      |
| Graham Arnold    |    |                     |     |      |

| GK               | 1  | Pedro Gallese (c)   |      |      |
| RB               | 17 | Luis Advíncula      |      |      |
| CB               | 5  | Carlos Zambrano     |      |      |
| CB               | 22 | Alexander Callens   |      |      |
| LB               | 6  | Miguel Trauco       |      |      |
| DM               | 13 | Renato Tapia        |      |      |
| CM               | 8  | Sergio Peña         |      | 80'  |
| CM               | 16 | Christofer Gonzáles |      |      |
| RW               | 18 | André Carrillo      |      | 65'  |
| LW               | 10 | Christian Cueva     |      | 116' |
| CF               | 9  | Gianluca Lapadula   |      |      |
| Cầu thủ dự bị:   |    |                     |      |      |
| GK               | 12 | Ángelo Campos       |      |      |
| GK               | 21 | José Carvallo       |      |      |
| DF               | 2  | Luis Abram          |      |      |
| DF               | 3  | Aldo Corzo          |      |      |
| DF               | 4  | Marcos López        |      |      |
| DF               | 15 | Miguel Araujo       |      |      |
| MF               | 14 | Wilder Cartagena    |      |      |
| MF               | 19 | Horacio Calcaterra  |      |      |
| MF               | 20 | Edison Flores       | 102' | 65'  |
| MF               | 23 | Pedro Aquino        |      | 80'  |
| FW               | 7  | Alex Valera         |      | 116' |
| FW               | 11 | Santiago Ormeño     |      |      |
| Huấn luyện viên: |    |                     |      |      |
| Ricardo Gareca   |    |                     |      |      |

| Trợ lý trọng tài: Tomaž Klančnik (Slovenia) Andraž Kovačič (Slovenia) Trọng tài thứ tư: Victor Gomes (Nam Phi) Trợ lý trọng tài dự bị: Zakhele Siwela (Nam Phi) Trợ lý trọng tài video: Juan Martínez Munuera (Tây Ban Nha) Trợ lý của trợ lý trọng tài video: Jérôme Brisard (Pháp) Jerson dos Santos (Angola) | Luật của trận đấu - 90 phút - 30 phút hiệp phụ nếu cần thiết - Loạt sút luân lưu nếu tỷ số vẫn hòa - 12 cầu thủ dự bị - Thay tối đa 5 cầu thủ, và được thay thêm 1 cầu thủ nữa trong hiệp phụ |

Hai đội hòa nhau 0–0. Úc thắng luân lưu 5–4 và giành quyền tham dự FIFA World Cup 2022.

### CONCACAF v OFC
| Đội 1      | Tỉ số | Đội 2       |
| ---------- | ----- | ----------- |
| Costa Rica | 1–0   | New Zealand |

| Costa Rica    | 1–0      | New Zealand |
| ------------- | -------- | ----------- |
| - Campbell 3' | Chi tiết |             |

| Costa Rica | New Zealand |

| GK                   | 1  | Keylor Navas (c)  |       |       |
| RB                   | 4  | Keysher Fuller    |       | 46'   |
| CB                   | 6  | Óscar Duarte      |       |       |
| CB                   | 15 | Francisco Calvo   |       |       |
| LB                   | 8  | Bryan Oviedo      |       |       |
| RM                   | 13 | Gerson Torres     |       | 46'   |
| CM                   | 5  | Celso Borges      |       | 79'   |
| CM                   | 17 | Yeltsin Tejeda    |       |       |
| LM                   | 9  | Jewison Bennette  |       | 46'   |
| CF                   | 7  | Anthony Contreras | 90+2' |       |
| CF                   | 12 | Joel Campbell     |       | 90+3' |
| Cầu thủ dự bị:       |    |                   |       |       |
| GK                   | 18 | Aarón Cruz        |       |       |
| GK                   | 23 | Leonel Moreira    |       |       |
| DF                   | 3  | Juan Pablo Vargas |       |       |
| DF                   | 16 | Ian Lawrence      |       |       |
| DF                   | 19 | Kendall Waston    |       | 46'   |
| DF                   | 20 | Daniel Chacón     |       | 79'   |
| DF                   | 22 | Carlos Martínez   |       | 46'   |
| MF                   | 2  | Carlos Mora       |       |       |
| MF                   | 10 | Bryan Ruiz        | 90+4' | 46'   |
| MF                   | 14 | Orlando Galo      |       |       |
| MF                   | 21 | Brandon Aguilera  |       |       |
| FW                   | 11 | Johan Venegas     |       | 90+3' |
| Huấn luyện viên:     |    |                   |       |       |
| Luis Fernando Suárez |    |                   |       |       |

| GK               | 1  | Oliver Sail       |     |     |
| CB               | 6  | Bill Tuiloma      |     |     |
| CB               | 2  | Winston Reid (c)  | 70' | 72' |
| CB               | 4  | Nando Pijnaker    |     |     |
| DM               | 8  | Joe Bell          |     |     |
| CM               | 15 | Clayton Lewis     |     | 79' |
| CM               | 19 | Matthew Garbett   |     | 60' |
| RW               | 20 | Niko Kirwan       |     | 79' |
| LW               | 13 | Liberato Cacace   |     |     |
| CF               | 11 | Alex Greive       |     | 60' |
| CF               | 9  | Chris Wood        |     |     |
| Cầu thủ dự bị:   |    |                   |     |     |
| GK               | 12 | Stefan Marinovic  |     |     |
| GK               | 23 | Matthew Gould     |     |     |
| DF               | 3  | Francis de Vries  |     |     |
| DF               | 5  | Tommy Smith       |     |     |
| DF               | 16 | Michael Boxall    |     |     |
| DF               | 21 | Tim Payne         |     | 79' |
| MF               | 7  | Kosta Barbarouses | 69' | 60' |
| MF               | 10 | Marko Stamenic    |     | 79' |
| FW               | 14 | Elijah Just       |     | 72' |
| FW               | 17 | Logan Rogerson    |     |     |
| FW               | 18 | Joe Champness     |     |     |
| FW               | 22 | Ben Waine         |     | 60' |
| Huấn luyện viên: |    |                   |     |     |
| Danny Hay        |    |                   |     |     |

Cầu thủ xuất sắc nhất trận đấu:

Keylor Navas (Costa Rica)
| Trợ lý trọng tài: Mohamed Al-Hammadi (UAE) Hasan Al-Mahri (UAE) Trọng tài thứ tư: Abdulrahman Al-Jassim (Qatar) Trợ lý trọng tài dự bị: Saud Al-Maqaleh (Qatar) Trợ lý trọng tài video: Abdulla Al-Marri (Qatar) Trợ lý của trợ lý trọng tài video: Khamis Al-Marri (Qatar) Taleb Al-Marri (Qatar) | Match rules - 90 phút - 30 phút hiệp phụ nếu cần thiết - Loạt sút luân lưu nếu tỷ số vẫn hòa - 12 cầu thủ dự bị - Thay tối đa 5 cầu thủ, và được thay thêm 1 cầu thủ nữa trong hiệp phụ |

Costa Rica thắng với tỉ số 1–0 và giành quyền tham dự FIFA World Cup 2022.

## Danh sách cầu thủ ghi bàn
Đã có 1 bàn thắng ghi được trong 2 trận đấu, trung bình 0.5 bàn thắng mỗi trận đấu.
1 bàn thắng
- Joel Campbell